# آگوست سیریلینن
آگوست سیریلینن (فنلاندی: August Syrjäläinen; ۲۴ آوریل ۱۸۹۱ – ۱۸ مهٔ ۱۹۶۰) بازیکن فوتبال اهل فنلاند بود.